# Ordem-Estado da Borgonha
A Ordem-Estado da Borgonha (em alemão: «Ordensstaat Burgund»), uma referência histórica ao Estado da Ordem Teutônica, ou estado SS da Borgonha (em alemão: «SS-Staat Burgund») era um estado proposto, que a liderança da Alemanha Hitlerista, especialmente da SS, esperava criar em certas áreas da Europa Ocidental durante a Segunda Guerra Mundial.

## História
O próprio nome "Borgonha" (derivado dos borgonheses, uma antiga tribo germânica) é um termo vago, geograficamente falando. Um grande número de diferentes países e regiões ao longo da história foram referidos por este nome ou controlados por um estado baseado na Borgonha.
O proponente mais franco da recriação de um estado da Borgonha controlado pela Alemanha foi o Reichsführer-SS Heinrich Himmler. Segundo Himmler, a Borgonha, que chamou de "um antigo centro económico e cultural", foi "reduzida a nada mais do que um apêndice francês, conhecido apenas pela sua produção de vinho". Este plano implicava a transformação da Borgonha em um estado-modelo nominalmente localizado fora do Grande Reich Alemão, mas, ainda assim, governado por um governo nacional-socialista, e que também teria seu próprio exército, leis e serviços postais. Suponha-se que abrangesse a Suíça francesa (Romandy), Picardia com Amiens, o distrito de Champagne com Reims e Troyes, o Franche-Comté com Dijon, Chalons e Nevers, Hainaut e Luxemburgo (Bélgica). Também deveria ter uma conexão tanto com o Mar Mediterrâneo quanto com o Canal da Mancha. A capital e a sede administrativa foram provisoriamente propostas como Dijon ou Nancy (Nanzig) como sua capital.  Sua língua oficial se tornaria o alemão, mas inicialmente também seria o francês.
Se esses eram apenas os sonhos de Himmler pessoalmente ou, como ele afirmava, contava com o apoio total de Hitler, isso não é conclusivo no registro histórico. O próprio objetivo de Hitler em relação à França era eliminá-la permanentemente como uma ameaça estratégica à segurança alemã. A campanha de 1940 na Europa Ocidental foi, de fato, realizada inteiramente para que seu flanco ocidental pudesse ser protegido antes que a Alemanha enviasse seus exércitos para conquistar Lebensraum na União Soviética. Com isso em mente, foram feitos planos extensos para que a França pudesse ser reduzida a um estado menor e um vassalo alemão permanente mantido firmemente no estado de dependência em que se encontrava após o armistício de 1940 e que, portanto, não teria outra razão a temer.
A pedido de Hitler, um plano foi elaborado após a queda da França em 1940, que proporcionaria a anexação total à Alemanha de uma grande faixa do Leste da França, reduzindo-a às suas fronteiras medievais com o Sacro Império Romano. Este memorando, produzido pelo Ministério do Interior do Reich, forma a base para a chamada linha nordeste que separava a "zona proibida" da França ocupada pela Alemanha do resto das áreas sob controle militar.  Propôs a deportação de seus habitantes franceses e o assentamento de um milhão de camponeses alemães. Ele considerou essas áreas, assim como a Valônia, "na realidade, alemãs" e, portanto, deveriam ser reintegradas.
Em 1942, Hitler mencionou que a antiga área do Reino da Borgonha, que a França "havia tomado da Alemanha em seu momento mais fraco", também teria de ser anexada à Alemanha nazista "após" a incorporação da zona proibida, mas a quais áreas ele referido por esta declaração permanece obscuro. 

## Bretanha
Houve também propostas para um estado Bretão independente. O próprio Hitler mencionou essa intenção em pelo menos uma ocasião a seus líderes militares,  mas, no final das contas, parecia ter demonstrado pouco interesse no projeto. 